# جو باين
جو باين (بالإنجليزية: Joe Payne)‏ (17 يناير 1914 في المملكة المتحدة - 22 أبريل 1975) هو لاعب كرة قدم بريطاني (وحمل سابقاً جنسية المملكة المتحدة لبريطانيا العظمى وأيرلندا) في مركز الهجوم. شارك مع منتخب إنجلترا لكرة القدم. أما مع النوادي، فقد لعب مع تشيلسي ونادي لوتون تاون ووست هام يونايتد وBiggleswade Town F.C. ‏.

## وصلات خارجية
- جو باين على موقع قاعدة بيانات كرة القدم.إي يو (الإنجليزية)
- جو باين على موقع ناشيونال فوتبول تيمز (الإنجليزية)